# Орден Ушакова
Эта статья про орден СССР. Информация про орден Российской Федерации приведена в статье Орден Ушакова (Россия).
Орден Ушакова — советская флотская награда времён Великой Отечественной войны.
Учреждён указом Президиума ВС СССР от 3.03.1944 об учреждении военных орденов: ордена Ушакова I и II степени и ордена Нахимова I и II степени, одновременно с орденом Нахимова специально для награждения офицеров Военно-Морского Флота. Было определено старшинство ордена Ушакова над орденом Нахимова и поставлены в соответствия:
- флотоводческий орден Ушакова — полководческому ордену Суворова
- флотоводческий орден Нахимова — полководческому ордену Кутузова

Орден выполнен по проекту архитектора М. А. Шепилевского.

## История
Первое награждение орденом Ушакова I степени произошло 16 мая 1944 года: его были удостоены командир бригады подводных лодок Черноморского флота контр-адмирал П. И. Болтунов и командующий авиацией Черноморского флота генерал-лейтенант авиации В. В. Ермаченков, позже ставший кавалером ещё одного ордена Ушакова I степени. Но вручён орденский знак № 1 был командующему Краснознамённым Балтийским флотом адмиралу В. Ф. Трибуцу, награждённому указом от 22 июля 1944 года, этим же указом кавалерами ордена Ушакова I степени стал Нарком ВМФ адмирал флота Н. Г. Кузнецов, его заместитель адмирал флота И. С. Исаков и командующий Черноморским флотом адмирал Ф. С. Октябрьский.
Всего за годы войны орденом Ушакова I степени было награждено 22 человека, из них 8 — дважды: уже упоминавшиеся Н. Г. Кузнецов, И. С. Исаков, Ф. С. Октябрьский, В. Ф. Трибуц, а также заместители Наркома ВМФ адмиралы Л. М. Галлер и Г. И. Левченко, командующий авиацией ВМФ маршал авиации С. Ф. Жаворонков и командующий Северным флотом адмирал А. Г. Головко. Кроме того, ордена Ушакова I степени были удостоены 10 соединений и частей ВМФ. Первыми из них были Краснознамённая бригада подводных лодок Северного флота и 9-я штурмовая авиационная Ропшинская Краснознамённая дивизия ВВС Краснознамённого Балтийского флота. Среди награждённых также Краснознамённая Днепровская военная флотилия, 2-я Констанцская бригада подводных лодок Черноморского флота, бригада охотников за подводными лодками Черноморского флота, а также три бригады торпедных катеров. После войны ордена Ушакова I степени было удостоено Высшее военно-морское училище имени М. В. Фрунзе и другие части. Кавалерами двух орденов Ушакова I степени после войны стали бывший командующий Дунайской военной флотилией вице-адмирал Г. Н. Холостяков и морские лётчики генерал-полковник авиации М. И. Самохин и генерал-лейтенант авиации В. В. Ермаченков.
Ордена Ушакова II степени были удостоены 14 офицеров Северного флота указом от 10 апреля 1944 года. Это была группа подводников во главе с командиром бригады подводных лодок (позже тоже награждённой орденом Ушакова, но I степени) капитаном 1 ранга И. Колышкиным и группа морских лётчиков. Знак ордена II степени № 1 получил позже командующий Кронштадтским морским оборонительным районом контр-адмирал Ю. Ф. Ралль, дальний родственник (двоюродный праправнук) великого Ф. Ф. Ушакова, который приходился дядей прабабушке Ю. Ф. Ралля. Большая группа офицеров Черноморского флота, были награждены II степенью ордена указом от 16 мая 1944 года за освобождение Крыма.
Первыми награждёнными орденом Ушакова II степени оказались: на Северном флоте — командир бригады подводных лодок капитан 1 ранга И. А. Колышкин (10 апреля 1944 года), на Черноморском флоте — капитан-лейтенант А. А. Глухов (20 апреля), на Балтийском флоте — капитан 2 ранга М. А. Белуш (26 июня).
Последнее вручение ордена Ушакова состоялось в 1968 году, когда его I степенью была награждена Военно-морская академия (ныне имени Адмирала Флота Советского Союза Н. Г. Кузнецова). Всего орден Ушакова I степени был вручён 47 раз, включая награждения соединений и частей, в том числе 11 раз — вторично. Орден Ушакова II степени вручался 194 раза, в том числе 12 соединениям и частям ВМФ.
Орден был сохранён в системе государственных наград Российской Федерации на основании Постановления Верховного Совета Российской Федерации от 20 марта 1992 года № 2557-I, при этом, однако, не имел утверждённого статута и официального описания. Статут и описание ордена, действующего в Российской Федерации, утверждены Указом Президента Российской Федерации от 7 сентября 2010 года № 1099 «О мерах по совершенствованию государственной наградной системы Российской Федерации».

## Награждённые орденом Ушакова I степени
Кавалеры 2 орденов Ушакова I степени — 11 человек (22 награждения):
1. Адмирал Флота Советского Союза Н. Г. Кузнецов
2. Адмирал Флота Советского Союза И. С. Исаков
3. Маршал авиации С. Ф. Жаворонков
4. Адмирал Л. М. Галлер
5. Адмирал А. Г. Головко
6. Адмирал Г. И. Левченко
7. Адмирал Ф. С. Октябрьский
8. Адмирал В. Ф. Трибуц (в том числе орденом № 1)
9. Генерал-полковник авиации М. И. Самохин
10. Генерал-полковник авиации В. В. Ермаченков
11. Вице-адмирал Г. Н. Холостяков.

Одним орденом Ушакова I степени награждены 15 человек:
1. Адмирал Флота Советского Союза С. Г. Горшков
2. Адмирал П. С. Абанькин
3. Адмирал В. А. Андреев
4. Адмирал В. А. Алафузов
5. Адмирал Н. И. Виноградов
6. Адмирал С. Е. Захаров
7. Адмирал С. Г. Кучеров
8. Адмирал Н. М. Харламов
9. Генерал-полковник береговой службы С. И. Воробьев
10. Генерал-полковник береговой службы И. В. Рогов
11. Вице-адмирал В. В. Григорьев
12. Вице-адмирал А. С. Фролов
13. Генерал-лейтенант авиации П. Н. Лемешко
14. Контр-адмирал П. И. Болтунов
15. Адмирал сэр Бертрам Хоум Рамсей (ВМС Великобритании).

Полными кавалерами 2-х степеней ордена являются:
1. Адмирал флота Советского Союза С. Г. Горшков
2. Вице-адмирал В. В. Григорьев

Соединения и учебные заведения ВМФ, награждённые орденом Ушакова I степени — 10 награждений:
1. Краснознамённая бригада подводных лодок Северного флота
2. Краснознамённая бригада торпедных катеров Северного флота (присвоено наименование Печенгская)
3. Бригада охотников за подводными лодками Северного флота (присвоено наименование Киркенесская)
4. 9-я штурмовая авиационная Ропшинская Краснознамённая дивизия ВВС Краснознамённого Балтийского флота
5. Краснознаменная Днепровская флотилия
6. 2-я Констанцкая бригада подводных лодок Черноморского флота
7. 1-я бригада траления Черноморского флота
8. Зее-Бурейская бригада речных кораблей Краснознамённой Амурской Флотилии (присвоено наименование 4-я Амурская)
9. Высшее военно-морское ордена Ленина, Краснознамённое училище имени М. В. Фрунзе (1951).
10. Военно-морская ордена Ленина академия (1968).

В общей сложности орденами Ушакова I степени были награждены: Адмиралы Флота Советского Союза — 3 , маршал авиации — 1, адмиралы — 12, генерал-полковники — 4, вице-адмиралы — 4, генерал-лейтенант — 1, контр-адмирал — 1, адмирал ВМС Великобритании — 1, соединений ВМФ —8, учебных заведений ВМФ — 2.

## Статутордена
Орденом Ушакова награждались офицеры Военно-Морского Флота за выдающиеся успехи в разработке, проведении и обеспечении морских активных операций, в результате чего в боях за Родину была достигнута победа над численно превосходящим врагом.
Награждение орденом Ушакова производилось указом Президиума Верховного Совета СССР. Орден Ушакова состоял из двух степеней: I и II степени. Высшей степенью ордена являлась I степень.
Орденом Ушакова I степени награждались офицеры Военно-Морского Флота:
- За отличную организацию и проведение операции против противника в море и против его побережья, достигнутые успехи в уничтожении сил флота противника или его береговых баз и укреплений в результате внезапного и решительного нанесения ударов, основанных на полном взаимодействии всех сил и средств флота;
- За отлично организованную и успешно завершённую морскую операцию на коммуникациях противника, приведшую к гибели значительного количества его военных кораблей и транспортов;
- За проявление инициативы и решительности в руководстве операцией или боем, в результате чего разгромлен численно превосходящий противник, а свои силы сохранили боеспособность и полностью решили поставленную задачу;
- За искусно и скрытно организованную и проведённую крупную десантную операцию, в результате которой десант выполнил главную задачу на побережье противника при наименьших потерях своих сил.

Орденом Ушакова II степени награждались офицеры Военно-Морского Флота:
- За отличное руководство и успешные действия при бое в море с численно превосходящим противником, приведшие к уничтожению значительных его сил;
- За умелые, стремительные и смелые набеговые действия по базам и береговым объектам противника, в результате чего уничтожены крупные силы и средства противника;
- За успешные и дерзкие действия на коммуникациях противника, приведшие к уничтожению его ценных кораблей и транспортов при сильном конвоировании и численном превосходстве противника в бою;
- За отличную организацию и руководство частью сил флота, принимающих участие в крупной десантной операции, или за хорошо организованную и успешно проведённую операцию по высадке тактического десанта;
- За успешное выполнение боевого задания, умелую и чёткую организацию взаимодействия всех сил и средств флота в бою, приведшую к уничтожению значительных сил противника;
- За отличное руководство обеспечением операций, приведшее к крупным боевым успехам.

Орден Ушакова I и II степени носится на правой стороне груди после ордена Суворова соответствующих степеней.

## Особенности ордена
Собственно знак ордена состоит из трех частей. Первой, основной частью, является пятиконечная штраловая звезда, выполненная из платины. Второй частью является серебряный якорь с цепью, крепящийся к основной платиновой звезде четырьмя заклепками. Третьей частью является округлый золотой медальон с барельефом Ушакова, покрытый голубой эмалью. Медальон крепится к серебряному якорю при помощи двух заклепок. Четвертой частью можно считать округлую прижимную гайку, диаметром 33 мм.
На реверсе платиновая звезда имеет отверстие округлой формы. Через отверстие видна внутренняя поверхность накладной серебряной части (якорь с цепью). Отверстие в платиновой звезде не является сплошным. Три платиновые перемычки (расположены на 12, 4 и 8 часов по циферблату), соединяющиеся в центре отверстия, вокруг серебряного нарезного штифта, разделяют отверстие на три одинаковых сегмента.
На реверсе шесть заклепок. По краю круглого отверстия, на платиновой звезде, расположены четыре заклепки, удерживающие серебряное изображение якоря с цепью. Заклепки расположены на 12, 3, 6 и 9 часов по циферблату. Еще две заклепки (удерживают золотой центральный медальон) находятся в пределах центрального круга. Первая расположена непосредственно над нарезным штифтом, прямо на верхней платиновой перемычке (на 12 часов). Вторая расположена под нарезным штифтом и наблюдается на серебряной части через нижний сегмент отверстия центрального круга (на 6 часов).
Клеймо «МОНЕТНЫЙ ДВОР» на реверсе выполнено штампованными буквами в одну строку и расположено горизонтально в основании верхнего луча платиновой звезды (между краем центрального круглого отверстия и верхней заклепкой на 12 часов). Номер ордена наносился на реверсе вручную штихелем и располагался на правом нижнем луче платиновой звезды по диагонали снизу вверх (на 5 часов).
Минимальный известный номер ордена — 3, максимальный — 29.
Орден второй степени по размерам, конструкции и рисунку практически аналогичен ордену первой степени, однако отличается материалом изготовления. Так, штраловая звезда выполнена из золота. Центральный медальон, а также якорь с цепью выполнены из серебра. Эмаль в центральном круге синего цвета. В отличие от ордена первой степени, маленький серп и молот, расположенный под барельефом Ушакова, не имеет по сторонам лаврово-дубовых ветвей. Клеймо монетного двора и серийный номер на реверсе размещены и выполнены аналогично ордену первой степени.
В зависимости от расположения заклепок на реверсе можно выделить два варианта ордена второй степени. Минимальный известный номер для обоих вариантов ордена Ушакова II степени — 4, максимальный — 485.

## Орден в Российской Федерации
Орден был сохранён в системе государственных наград Российской Федерации на основании Постановления Верховного Совета Российской Федерации от 20 марта 1992 года № 2557-I, при этом, однако, без утверждённого статута и официального описания.
Статут и описание ордена, действующего в Российской Федерации, утверждены Указом Президента Российской Федерации от 7 сентября 2010 года № 1099 «О мерах по совершенствованию государственной наградной системы Российской Федерации».